# South African Open 1973
Il South African Open 1973 è stato un torneo di tennis giocato sul cemento. È stata la 1ª edizione del torneo, che fa parte del Commercial Union Assurance Grand Prix 1973 e del Women's International Grand Prix 1973. Si è giocato a Johannesburg in Sudafrica dal 19 al 25 novembre 1973. Il torneo è famoso per essere stato il primo evento professionistico disputatosi in Sudafrica, in cui vigeva il regime di apartheid, dove ha partecipato un atleta di colore, nel caso particolare Arthur Ashe.

## Campioni

### Singolare maschile
Jimmy Connors ha battuto in finale  Arthur Ashe con il punteggio di 6–4 7–6 6–3

### Doppio maschile
Arthur Ashe /  Tom Okker hanno battuto in finale  Lew Hoad /  Robert Maud con il punteggio di 6–2, 4–6, 6–2, 6–4

### Singolare femminile
Chris Evert ha battuto in finale  Evonne Goolagong con il punteggio di 6–3, 6–3

### Doppio femminile
Linky Boshoff /  Ilana Kloss hanno battuto in finale  Chris Evert /  Virginia Wade con il punteggio di 7–6, 2–6, 6–1